# Tour des Alpes 2022
Pour un article plus général, voir Tour des Alpes.
La 45e édition du Tour des Alpes (nom officiel : Tour of the Alps 2022) a lieu du 18 au 22 avril 2022, en Italie et en Autriche, sur un parcours de 727,9 km. La course fait partie de la Coupe d'Italie et du calendrier UCI ProSeries 2022 en catégorie 2.Pro. 
La course est remportée par le Français Romain Bardet (Team DSM), devant l'Australien Michael Storer (Groupama-FDJ) et le Néerlandais Thymen Arensman, coéquipier du vainqueur.

## Équipes
18 équipes ont pris part à la course : 10 UCI WorldTeams, 7 UCI ProTeams et 1 équipe continentale. Ils ont ainsi formé un peloton de 118 cyclistes, dont 64 ont terminé la course. Les équipes participantes sont : 
| WorldTeams (10)- AG2R Citroën Team - Bora-Hansgrohe - Bahrain Victorious - EF Education-EasyPost - Groupama-FDJ - Ineos Grenadiers - Israel-Premier Tech - Movistar Team - Team DSM - Astana Qazaqstan Team ProTeams (7)- Bardiani-CSF-Faizanè - Caja Rural-Seguros RGA - Drone Hopper-Androni Giocattoli - Eolo-Kometa - Equipo Kern Pharma - Euskaltel-Euskadi - Uno-X Pro Cycling Team Équipe continentale- Tirol-KTM Cycling Team |
| |

## Étapes
Le Tour des Alpes compte cinq étapes réparties en deux étapes de moyenne montagne et trois étapes de haute montagne, pour une distance totale de 713,6 kilomètres.
| Étape     | Date    | Villes étapes                     | type                      | Distance (km) | Dénivelé (m) | Vainqueur d'étape  | Leader du classement général |
| --------- | ------- | --------------------------------- | ------------------------- | ------------- | ------------ | ------------------ | ---------------------------- |
| 1re étape | 18 avr. | Cles – San Martino di Castrozza   | étape de moyenne montagne | 160,9         | 2 950 m      | Geoffrey Bouchard  | Geoffrey Bouchard            |
| 2e étape  | 19 avr. | San Martino di Castrozza – Lana   | étape de montagne         | 154,1         | 3 200 m      | Pello Bilbao       | Pello Bilbao                 |
| 3e étape  | 20 avr. | Lana – Villabassa                 | étape de montagne         | 154,6         | 2 900 m      | Lennard Kämna      | Pello Bilbao                 |
| 4e étape  | 21 avr. | Villabassa – Kals am Großglockner | étape de montagne         | 142,4         | 2 400 m      | Miguel Ángel López | Pello Bilbao                 |
| 5e étape  | 22 avr. | Lienz – Lienz                     | étape de moyenne montagne | 115,9         | 2 300 m      | Thibaut Pinot      | Romain Bardet                |

## Déroulement de la course

### 1reétape
| \| Classement de l'étape \| Classement de l'étape \| Classement de l'étape \| Classement de l'étape \| Classement de l'étape \| \| Coureur \| Coureur \| Pays \| Équipe \| Temps \| \| --------------------- \| --------------------- \| --------------------- \| ------------------------------- \| --------------------- \| \| 1er \| Geoffrey Bouchard \| France \| AG2R Citroën Team \| 4 h 12 min 22 s \| \| 2e \| Pello Bilbao \| Espagne \| Bahrain Victorious \| + 5 s \| \| 3e \| Romain Bardet \| France \| Team DSM \| + 5 s \| \| 4e \| Vincenzo Albanese \| Italie \| Eolo-Kometa \| + 5 s \| \| 5e \| Felix Gall \| Autriche \| AG2R Citroën Team \| + 5 s \| \| 6e \| Natnael Tesfatsion \| Érythrée \| Drone Hopper-Androni Giocattoli \| + 5 s \| \| 7e \| Richie Porte \| Australie \| Ineos Grenadiers \| + 5 s \| \| 8e \| Pavel Sivakov \| France \| Ineos Grenadiers \| + 5 s \| \| 9e \| Michael Storer \| Australie \| Groupama-FDJ \| + 5 s \| \| 10e \| Jonathan Caicedo \| Équateur \| EF Education-EasyPost \| + 5 s \| |                    |           |                                 |                 |
| |                    |           |                                 |                 |
| Source : ProCyclingStats |                    |           |                                 |                 |
| Classement de l'étape |                    |           |                                 |                 |
| Coureur | Coureur            | Pays      | Équipe                          | Temps           |
| 1er | Geoffrey Bouchard  | France    | AG2R Citroën Team               | 4 h 12 min 22 s |
| 2e | Pello Bilbao       | Espagne   | Bahrain Victorious              | + 5 s           |
| 3e | Romain Bardet      | France    | Team DSM                        | + 5 s           |
| 4e | Vincenzo Albanese  | Italie    | Eolo-Kometa                     | + 5 s           |
| 5e | Felix Gall         | Autriche  | AG2R Citroën Team               | + 5 s           |
| 6e | Natnael Tesfatsion | Érythrée  | Drone Hopper-Androni Giocattoli | + 5 s           |
| 7e | Richie Porte       | Australie | Ineos Grenadiers                | + 5 s           |
| 8e | Pavel Sivakov      | France    | Ineos Grenadiers                | + 5 s           |
| 9e | Michael Storer     | Australie | Groupama-FDJ                    | + 5 s           |
| 10e | Jonathan Caicedo   | Équateur  | EF Education-EasyPost           | + 5 s           |

| \| Classement général \| Classement général \| Classement général \| Classement général \| Classement général \| \| Coureur \| Coureur \| Pays \| Équipe \| Temps \| \| ------------------ \| ------------------ \| ------------------ \| ------------------------------- \| ------------------ \| \| 1er \| Geoffrey Bouchard \| France \| AG2R Citroën Team \| 4 h 12 min 12 s \| \| 2e \| Pello Bilbao \| Espagne \| Bahrain Victorious \| + 9 s \| \| 3e \| Romain Bardet \| France \| Team DSM \| + 11 s \| \| 4e \| Vincenzo Albanese \| Italie \| Eolo-Kometa \| + 15 s \| \| 5e \| Felix Gall \| Autriche \| AG2R Citroën Team \| + 15 s \| \| 6e \| Natnael Tesfatsion \| Érythrée \| Drone Hopper-Androni Giocattoli \| + 15 s \| \| 7e \| Richie Porte \| Australie \| Ineos Grenadiers \| + 15 s \| \| 8e \| Pavel Sivakov \| France \| Ineos Grenadiers \| + 15 s \| \| 9e \| Michael Storer \| Australie \| Groupama-FDJ \| + 15 s \| \| 10e \| Jonathan Caicedo \| Équateur \| EF Education-EasyPost \| + 15 s \| |                    |           |                                 |                 |
| |                    |           |                                 |                 |
| Source : ProCyclingStats |                    |           |                                 |                 |
| Classement général |                    |           |                                 |                 |
| Coureur | Coureur            | Pays      | Équipe                          | Temps           |
| 1er | Geoffrey Bouchard  | France    | AG2R Citroën Team               | 4 h 12 min 12 s |
| 2e | Pello Bilbao       | Espagne   | Bahrain Victorious              | + 9 s           |
| 3e | Romain Bardet      | France    | Team DSM                        | + 11 s          |
| 4e | Vincenzo Albanese  | Italie    | Eolo-Kometa                     | + 15 s          |
| 5e | Felix Gall         | Autriche  | AG2R Citroën Team               | + 15 s          |
| 6e | Natnael Tesfatsion | Érythrée  | Drone Hopper-Androni Giocattoli | + 15 s          |
| 7e | Richie Porte       | Australie | Ineos Grenadiers                | + 15 s          |
| 8e | Pavel Sivakov      | France    | Ineos Grenadiers                | + 15 s          |
| 9e | Michael Storer     | Australie | Groupama-FDJ                    | + 15 s          |
| 10e | Jonathan Caicedo   | Équateur  | EF Education-EasyPost           | + 15 s          |

### 2eétape
| \| Classement de l'étape \| Classement de l'étape \| Classement de l'étape \| Classement de l'étape \| Classement de l'étape \| \| Coureur \| Coureur \| Pays \| Équipe \| Temps \| \| --------------------- \| --------------------- \| --------------------- \| --------------------- \| --------------------- \| \| 1er \| Pello Bilbao \| Espagne \| Bahrain Victorious \| 3 h 56 min 04 s \| \| 2e \| Romain Bardet \| France \| Team DSM \| + 0 s \| \| 3e \| Attila Valter \| Hongrie \| Groupama-FDJ \| + 0 s \| \| 4e \| Felix Gall \| Autriche \| AG2R Citroën Team \| + 0 s \| \| 5e \| Eddie Dunbar \| Irlande \| Ineos Grenadiers \| + 0 s \| \| 6e \| Pavel Sivakov \| France \| Ineos Grenadiers \| + 0 s \| \| 7e \| Esteban Chaves \| Colombie \| EF Education-EasyPost \| + 0 s \| \| 8e \| Mikel Landa \| Espagne \| Bahrain Victorious \| + 0 s \| \| 9e \| Richie Porte \| Australie \| Ineos Grenadiers \| + 0 s \| \| 10e \| Einer Rubio \| Colombie \| Movistar Team \| + 0 s \| |                |           |                       |                 |
| |                |           |                       |                 |
| Source : ProCyclingStats |                |           |                       |                 |
| Classement de l'étape |                |           |                       |                 |
| Coureur | Coureur        | Pays      | Équipe                | Temps           |
| 1er | Pello Bilbao   | Espagne   | Bahrain Victorious    | 3 h 56 min 04 s |
| 2e | Romain Bardet  | France    | Team DSM              | + 0 s           |
| 3e | Attila Valter  | Hongrie   | Groupama-FDJ          | + 0 s           |
| 4e | Felix Gall     | Autriche  | AG2R Citroën Team     | + 0 s           |
| 5e | Eddie Dunbar   | Irlande   | Ineos Grenadiers      | + 0 s           |
| 6e | Pavel Sivakov  | France    | Ineos Grenadiers      | + 0 s           |
| 7e | Esteban Chaves | Colombie  | EF Education-EasyPost | + 0 s           |
| 8e | Mikel Landa    | Espagne   | Bahrain Victorious    | + 0 s           |
| 9e | Richie Porte   | Australie | Ineos Grenadiers      | + 0 s           |
| 10e | Einer Rubio    | Colombie  | Movistar Team         | + 0 s           |

| \| Classement général \| Classement général \| Classement général \| Classement général \| Classement général \| \| Coureur \| Coureur \| Pays \| Équipe \| Temps \| \| ------------------ \| ------------------ \| ------------------ \| --------------------- \| ------------------ \| \| 1er \| Pello Bilbao \| Espagne \| Bahrain Victorious \| 8 h 08 min 15 s \| \| 2e \| Romain Bardet \| France \| Team DSM \| + 6 s \| \| 3e \| Attila Valter \| Hongrie \| Groupama-FDJ \| + 12 s \| \| 4e \| Felix Gall \| Autriche \| AG2R Citroën Team \| + 16 s \| \| 5e \| Pavel Sivakov \| France \| Ineos Grenadiers \| + 16 s \| \| 6e \| Richie Porte \| Australie \| Ineos Grenadiers \| + 16 s \| \| 7e \| Esteban Chaves \| Colombie \| EF Education-EasyPost \| + 16 s \| \| 8e \| Eddie Dunbar \| Irlande \| Ineos Grenadiers \| + 16 s \| \| 9e \| Einer Rubio \| Colombie \| Movistar Team \| + 16 s \| \| 10e \| Santiago Buitrago \| Colombie \| Bahrain Victorious \| + 16 s \| |                   |           |                       |                 |
| |                   |           |                       |                 |
| Source : ProCyclingStats |                   |           |                       |                 |
| Classement général |                   |           |                       |                 |
| Coureur | Coureur           | Pays      | Équipe                | Temps           |
| 1er | Pello Bilbao      | Espagne   | Bahrain Victorious    | 8 h 08 min 15 s |
| 2e | Romain Bardet     | France    | Team DSM              | + 6 s           |
| 3e | Attila Valter     | Hongrie   | Groupama-FDJ          | + 12 s          |
| 4e | Felix Gall        | Autriche  | AG2R Citroën Team     | + 16 s          |
| 5e | Pavel Sivakov     | France    | Ineos Grenadiers      | + 16 s          |
| 6e | Richie Porte      | Australie | Ineos Grenadiers      | + 16 s          |
| 7e | Esteban Chaves    | Colombie  | EF Education-EasyPost | + 16 s          |
| 8e | Eddie Dunbar      | Irlande   | Ineos Grenadiers      | + 16 s          |
| 9e | Einer Rubio       | Colombie  | Movistar Team         | + 16 s          |
| 10e | Santiago Buitrago | Colombie  | Bahrain Victorious    | + 16 s          |

### 3eétape
| \| Classement de l'étape \| Classement de l'étape \| Classement de l'étape \| Classement de l'étape \| Classement de l'étape \| \| Coureur \| Coureur \| Pays \| Équipe \| Temps \| \| --------------------- \| --------------------- \| --------------------- \| ------------------------------- \| --------------------- \| \| 1er \| Lennard Kämna \| Allemagne \| Bora-Hansgrohe \| 4 h 02 min 56 s \| \| 2e \| Andrey Amador \| Costa Rica \| Ineos Grenadiers \| + 3 s \| \| 3e \| Jonathan Lastra \| Espagne \| Caja Rural-Seguros RGA \| + 4 s \| \| 4e \| Natnael Tesfatsion \| Érythrée \| Drone Hopper-Androni Giocattoli \| + 4 s \| \| 5e \| William Barta \| États-Unis \| Movistar Team \| + 4 s \| \| 6e \| James Piccoli \| Canada \| Israel-Premier Tech \| + 4 s \| \| 7e \| Vadim Pronskiy \| Kazakhstan \| Astana Qazaqstan Team \| + 4 s \| \| 8e \| Sean Quinn \| États-Unis \| EF Education-EasyPost \| + 57 s \| \| 9e \| Felix Gall \| Autriche \| AG2R Citroën Team \| + 57 s \| \| 10e \| Pavel Sivakov \| France \| Ineos Grenadiers \| + 57 s \| |                    |            |                                 |                 |
| |                    |            |                                 |                 |
| Source : ProCyclingStats |                    |            |                                 |                 |
| Classement de l'étape |                    |            |                                 |                 |
| Coureur | Coureur            | Pays       | Équipe                          | Temps           |
| 1er | Lennard Kämna      | Allemagne  | Bora-Hansgrohe                  | 4 h 02 min 56 s |
| 2e | Andrey Amador      | Costa Rica | Ineos Grenadiers                | + 3 s           |
| 3e | Jonathan Lastra    | Espagne    | Caja Rural-Seguros RGA          | + 4 s           |
| 4e | Natnael Tesfatsion | Érythrée   | Drone Hopper-Androni Giocattoli | + 4 s           |
| 5e | William Barta      | États-Unis | Movistar Team                   | + 4 s           |
| 6e | James Piccoli      | Canada     | Israel-Premier Tech             | + 4 s           |
| 7e | Vadim Pronskiy     | Kazakhstan | Astana Qazaqstan Team           | + 4 s           |
| 8e | Sean Quinn         | États-Unis | EF Education-EasyPost           | + 57 s          |
| 9e | Felix Gall         | Autriche   | AG2R Citroën Team               | + 57 s          |
| 10e | Pavel Sivakov      | France     | Ineos Grenadiers                | + 57 s          |

| \| Classement général \| Classement général \| Classement général \| Classement général \| Classement général \| \| Coureur \| Coureur \| Pays \| Équipe \| Temps \| \| ------------------ \| ------------------ \| ------------------ \| --------------------- \| ------------------ \| \| 1er \| Pello Bilbao \| Espagne \| Bahrain Victorious \| 12 h 12 min 08 s \| \| 2e \| Romain Bardet \| France \| Team DSM \| + 6 s \| \| 3e \| Attila Valter \| Hongrie \| Groupama-FDJ \| + 12 s \| \| 4e \| Felix Gall \| Autriche \| AG2R Citroën Team \| + 16 s \| \| 5e \| Pavel Sivakov \| France \| Ineos Grenadiers \| + 16 s \| \| 6e \| Einer Rubio \| Colombie \| Movistar Team \| + 16 s \| \| 7e \| Eddie Dunbar \| Irlande \| Ineos Grenadiers \| + 16 s \| \| 8e \| Thymen Arensman \| Pays-Bas \| Team DSM \| + 16 s \| \| 9e \| Esteban Chaves \| Colombie \| EF Education-EasyPost \| + 16 s \| \| 10e \| Richie Porte \| Australie \| Ineos Grenadiers \| + 16 s \| |                 |           |                       |                  |
| |                 |           |                       |                  |
| Source : ProCyclingStats |                 |           |                       |                  |
| Classement général |                 |           |                       |                  |
| Coureur | Coureur         | Pays      | Équipe                | Temps            |
| 1er | Pello Bilbao    | Espagne   | Bahrain Victorious    | 12 h 12 min 08 s |
| 2e | Romain Bardet   | France    | Team DSM              | + 6 s            |
| 3e | Attila Valter   | Hongrie   | Groupama-FDJ          | + 12 s           |
| 4e | Felix Gall      | Autriche  | AG2R Citroën Team     | + 16 s           |
| 5e | Pavel Sivakov   | France    | Ineos Grenadiers      | + 16 s           |
| 6e | Einer Rubio     | Colombie  | Movistar Team         | + 16 s           |
| 7e | Eddie Dunbar    | Irlande   | Ineos Grenadiers      | + 16 s           |
| 8e | Thymen Arensman | Pays-Bas  | Team DSM              | + 16 s           |
| 9e | Esteban Chaves  | Colombie  | EF Education-EasyPost | + 16 s           |
| 10e | Richie Porte    | Australie | Ineos Grenadiers      | + 16 s           |

### 4eétape
| \| Classement de l'étape \| Classement de l'étape \| Classement de l'étape \| Classement de l'étape \| Classement de l'étape \| \| Coureur \| Coureur \| Pays \| Équipe \| Temps \| \| --------------------- \| --------------------- \| --------------------- \| --------------------- \| --------------------- \| \| 1er \| Miguel Ángel López \| Colombie \| Astana Qazaqstan Team \| 3 h 29 min 04 s \| \| 2e \| Thibaut Pinot \| France \| Groupama-FDJ \| + 7 s \| \| 3e \| Romain Bardet \| France \| Team DSM \| + 15 s \| \| 4e \| Pello Bilbao \| Espagne \| Bahrain Victorious \| + 15 s \| \| 5e \| Felix Gall \| Autriche \| AG2R Citroën Team \| + 15 s \| \| 6e \| Sean Quinn \| États-Unis \| EF Education-EasyPost \| + 15 s \| \| 7e \| Santiago Buitrago \| Colombie \| Bahrain Victorious \| + 15 s \| \| 8e \| Mikel Landa \| Espagne \| Bahrain Victorious \| + 15 s \| \| 9e \| Thymen Arensman \| Pays-Bas \| Team DSM \| + 15 s \| \| 10e \| Attila Valter \| Hongrie \| Groupama-FDJ \| + 15 s \| |                    |            |                       |                 |
| |                    |            |                       |                 |
| Source : ProCyclingStats |                    |            |                       |                 |
| Classement de l'étape |                    |            |                       |                 |
| Coureur | Coureur            | Pays       | Équipe                | Temps           |
| 1er | Miguel Ángel López | Colombie   | Astana Qazaqstan Team | 3 h 29 min 04 s |
| 2e | Thibaut Pinot      | France     | Groupama-FDJ          | + 7 s           |
| 3e | Romain Bardet      | France     | Team DSM              | + 15 s          |
| 4e | Pello Bilbao       | Espagne    | Bahrain Victorious    | + 15 s          |
| 5e | Felix Gall         | Autriche   | AG2R Citroën Team     | + 15 s          |
| 6e | Sean Quinn         | États-Unis | EF Education-EasyPost | + 15 s          |
| 7e | Santiago Buitrago  | Colombie   | Bahrain Victorious    | + 15 s          |
| 8e | Mikel Landa        | Espagne    | Bahrain Victorious    | + 15 s          |
| 9e | Thymen Arensman    | Pays-Bas   | Team DSM              | + 15 s          |
| 10e | Attila Valter      | Hongrie    | Groupama-FDJ          | + 15 s          |

| \| Classement général \| Classement général \| Classement général \| Classement général \| Classement général \| \| Coureur \| Coureur \| Pays \| Équipe \| Temps \| \| ------------------ \| ------------------ \| ------------------ \| ------------------ \| ------------------ \| \| 1er \| Pello Bilbao \| Espagne \| Bahrain Victorious \| 15 h 41 min 27 s \| \| 2e \| Romain Bardet \| France \| Team DSM \| + 2 s \| \| 3e \| Attila Valter \| Hongrie \| Groupama-FDJ \| + 12 s \| \| 4e \| Felix Gall \| Autriche \| AG2R Citroën Team \| + 16 s \| \| 5e \| Pavel Sivakov \| France \| Ineos Grenadiers \| + 16 s \| \| 6e \| Einer Rubio \| Colombie \| Movistar Team \| + 16 s \| \| 7e \| Thymen Arensman \| Pays-Bas \| Team DSM \| + 16 s \| \| 8e \| Santiago Buitrago \| Colombie \| Bahrain Victorious \| + 16 s \| \| 9e \| Richie Porte \| Australie \| Ineos Grenadiers \| + 16 s \| \| 10e \| Michael Storer \| Australie \| Groupama-FDJ \| + 16 s \| |                   |           |                    |                  |
| |                   |           |                    |                  |
| Source : ProCyclingStats |                   |           |                    |                  |
| Classement général |                   |           |                    |                  |
| Coureur | Coureur           | Pays      | Équipe             | Temps            |
| 1er | Pello Bilbao      | Espagne   | Bahrain Victorious | 15 h 41 min 27 s |
| 2e | Romain Bardet     | France    | Team DSM           | + 2 s            |
| 3e | Attila Valter     | Hongrie   | Groupama-FDJ       | + 12 s           |
| 4e | Felix Gall        | Autriche  | AG2R Citroën Team  | + 16 s           |
| 5e | Pavel Sivakov     | France    | Ineos Grenadiers   | + 16 s           |
| 6e | Einer Rubio       | Colombie  | Movistar Team      | + 16 s           |
| 7e | Thymen Arensman   | Pays-Bas  | Team DSM           | + 16 s           |
| 8e | Santiago Buitrago | Colombie  | Bahrain Victorious | + 16 s           |
| 9e | Richie Porte      | Australie | Ineos Grenadiers   | + 16 s           |
| 10e | Michael Storer    | Australie | Groupama-FDJ       | + 16 s           |

### 5eétape
| \| Classement de l'étape \| Classement de l'étape \| Classement de l'étape \| Classement de l'étape \| Classement de l'étape \| \| Coureur \| Coureur \| Pays \| Équipe \| Temps \| \| --------------------- \| --------------------- \| --------------------- \| ---------------------- \| --------------------- \| \| 1er \| Thibaut Pinot \| France \| Groupama-FDJ \| 3 h 09 min 24 s \| \| 2e \| David de la Cruz \| Espagne \| Astana Qazaqstan Team \| + 7 s \| \| 3e \| Lennard Kämna \| Allemagne \| Bora-Hansgrohe \| + 1 min 46 s \| \| 4e \| Igor Arrieta \| Espagne \| Equipo Kern Pharma \| + 2 min 43 s \| \| 5e \| Torstein Træen \| Norvège \| Uno-X Pro Cycling Team \| + 3 min 26 s \| \| 6e \| Andrey Amador \| Costa Rica \| Ineos Grenadiers \| + 8 min 09 s \| \| 7e \| Michael Storer \| Australie \| Groupama-FDJ \| + 8 min 36 s \| \| 8e \| Romain Bardet \| France \| Team DSM \| + 8 min 36 s \| \| 9e \| Thymen Arensman \| Pays-Bas \| Team DSM \| + 8 min 38 s \| \| 10e \| Attila Valter \| Hongrie \| Groupama-FDJ \| + 9 min 15 s \| |                  |            |                        |                 |
| |                  |            |                        |                 |
| Source : ProCyclingStats |                  |            |                        |                 |
| Classement de l'étape |                  |            |                        |                 |
| Coureur | Coureur          | Pays       | Équipe                 | Temps           |
| 1er | Thibaut Pinot    | France     | Groupama-FDJ           | 3 h 09 min 24 s |
| 2e | David de la Cruz | Espagne    | Astana Qazaqstan Team  | + 7 s           |
| 3e | Lennard Kämna    | Allemagne  | Bora-Hansgrohe         | + 1 min 46 s    |
| 4e | Igor Arrieta     | Espagne    | Equipo Kern Pharma     | + 2 min 43 s    |
| 5e | Torstein Træen   | Norvège    | Uno-X Pro Cycling Team | + 3 min 26 s    |
| 6e | Andrey Amador    | Costa Rica | Ineos Grenadiers       | + 8 min 09 s    |
| 7e | Michael Storer   | Australie  | Groupama-FDJ           | + 8 min 36 s    |
| 8e | Romain Bardet    | France     | Team DSM               | + 8 min 36 s    |
| 9e | Thymen Arensman  | Pays-Bas   | Team DSM               | + 8 min 38 s    |
| 10e | Attila Valter    | Hongrie    | Groupama-FDJ           | + 9 min 15 s    |

## Classements finals

### Classement général final
| \| Classement général \| Classement général \| Classement général \| Classement général \| Classement général \| \| Coureur \| Coureur \| Pays \| Équipe \| Temps \| \| ------------------ \| ------------------ \| ------------------ \| --------------------- \| ------------------ \| \| 1er \| Romain Bardet \| France \| Team DSM \| 18 h 59 min 29 s \| \| 2e \| Michael Storer \| Australie \| Groupama-FDJ \| + 14 s \| \| 3e \| Thymen Arensman \| Pays-Bas \| Team DSM \| + 16 s \| \| 4e \| Pello Bilbao \| Espagne \| Bahrain Victorious \| + 37 s \| \| 5e \| Attila Valter \| Hongrie \| Groupama-FDJ \| + 49 s \| \| 6e \| Felix Gall \| Autriche \| AG2R Citroën Team \| + 53 s \| \| 7e \| Richie Porte \| Australie \| Ineos Grenadiers \| + 1 min 00 s \| \| 8e \| Santiago Buitrago \| Colombie \| Bahrain Victorious \| + 1 min 57 s \| \| 9e \| Hugh Carthy \| Royaume-Uni \| EF Education-EasyPost \| + 2 min 08 s \| \| 10e \| Pavel Sivakov \| France \| Ineos Grenadiers \| + 2 min 13 s \| |                   |             |                       |                  |
| |                   |             |                       |                  |
| Source : ProCyclingStats |                   |             |                       |                  |
| Classement général |                   |             |                       |                  |
| Coureur | Coureur           | Pays        | Équipe                | Temps            |
| 1er | Romain Bardet     | France      | Team DSM              | 18 h 59 min 29 s |
| 2e | Michael Storer    | Australie   | Groupama-FDJ          | + 14 s           |
| 3e | Thymen Arensman   | Pays-Bas    | Team DSM              | + 16 s           |
| 4e | Pello Bilbao      | Espagne     | Bahrain Victorious    | + 37 s           |
| 5e | Attila Valter     | Hongrie     | Groupama-FDJ          | + 49 s           |
| 6e | Felix Gall        | Autriche    | AG2R Citroën Team     | + 53 s           |
| 7e | Richie Porte      | Australie   | Ineos Grenadiers      | + 1 min 00 s     |
| 8e | Santiago Buitrago | Colombie    | Bahrain Victorious    | + 1 min 57 s     |
| 9e | Hugh Carthy       | Royaume-Uni | EF Education-EasyPost | + 2 min 08 s     |
| 10e | Pavel Sivakov     | France      | Ineos Grenadiers      | + 2 min 13 s     |

### Classements annexes
| Classement du meilleur jeune | Classement du meilleur jeune | Classement du meilleur jeune | Classement du meilleur jeune    | Classement du meilleur jeune |
| Coureur                      | Coureur                      | Pays                         | Équipe                          | Temps                        |
| ---------------------------- | ---------------------------- | ---------------------------- | ------------------------------- | ---------------------------- |
| 1er                          | Thymen Arensman              | Pays-Bas                     | Team DSM                        | 18 h 59 min 45 s             |
| 2e                           | Santiago Buitrago            | Colombie                     | Bahrain Victorious              | + 1 min 41 s                 |
| 3e                           | Lenny Martinez               | France                       | Groupama-FDJ                    | + 2 min 58 s                 |
| 4e                           | Sean Quinn                   | États-Unis                   | EF Education-EasyPost           | + 3 min 00 s                 |
| 5e                           | Cian Uijtdebroeks            | Belgique                     | Bora-Hansgrohe                  | + 3 min 00 s                 |
| 6e                           | Natnael Tesfatsion           | Érythrée                     | Drone Hopper-Androni Giocattoli | + 7 min 57 s                 |
| 7e                           | Florian Lipowitz             | Allemagne                    | Tirol KTM Cycling Team          | + 13 min 40 s                |
| 8e                           | Magnus Kulset                | Norvège                      | Uno-X Pro Cycling Team          | + 16 min 11 s                |
| 9e                           | Abner González               | Porto Rico                   | Movistar Team                   | + 17 min 12 s                |
| 10e                          | Reuben Thompson              | Nouvelle-Zélande             | Groupama-FDJ                    | + 18 min 31 s                |

| Classement du meilleur jeune | Classement du meilleur jeune | Classement du meilleur jeune | Classement du meilleur jeune    | Classement du meilleur jeune |
| Coureur                      | Coureur                      | Pays                         | Équipe                          | Temps                        |
| ---------------------------- | ---------------------------- | ---------------------------- | ------------------------------- | ---------------------------- |
| 1er                          | Thymen Arensman              | Pays-Bas                     | Team DSM                        | 18 h 59 min 45 s             |
| 2e                           | Santiago Buitrago            | Colombie                     | Bahrain Victorious              | + 1 min 41 s                 |
| 3e                           | Lenny Martinez               | France                       | Groupama-FDJ                    | + 2 min 58 s                 |
| 4e                           | Sean Quinn                   | États-Unis                   | EF Education-EasyPost           | + 3 min 00 s                 |
| 5e                           | Cian Uijtdebroeks            | Belgique                     | Bora-Hansgrohe                  | + 3 min 00 s                 |
| 6e                           | Natnael Tesfatsion           | Érythrée                     | Drone Hopper-Androni Giocattoli | + 7 min 57 s                 |
| 7e                           | Florian Lipowitz             | Allemagne                    | Tirol KTM Cycling Team          | + 13 min 40 s                |
| 8e                           | Magnus Kulset                | Norvège                      | Uno-X Pro Cycling Team          | + 16 min 11 s                |
| 9e                           | Abner González               | Porto Rico                   | Movistar Team                   | + 17 min 12 s                |
| 10e                          | Reuben Thompson              | Nouvelle-Zélande             | Groupama-FDJ                    | + 18 min 31 s                |

| Classement de la montagne | Classement de la montagne | Classement de la montagne | Classement de la montagne | Classement de la montagne |
| Coureur                   | Coureur                   | Pays                      | Équipe                    | Points                    |
| ------------------------- | ------------------------- | ------------------------- | ------------------------- | ------------------------- |
| 1er                       | Torstein Træen            | Norvège                   | Uno-X Pro Cycling Team    | 20 pts                    |
| 2e                        | David de la Cruz          | Espagne                   | Astana Qazaqstan Team     | 16 pts                    |
| 3e                        | Geoffrey Bouchard         | France                    | AG2R Citroën Team         | 15 pts                    |
| 4e                        | Pavel Sivakov             | France                    | Ineos Grenadiers          | 12 pts                    |
| 5e                        | Thibaut Pinot             | France                    | Groupama-FDJ              | 10 pts                    |
| 6e                        | Lennard Kämna             | Allemagne                 | Bora-Hansgrohe            | 10 pts                    |
| 7e                        | James Piccoli             | Canada                    | Israel-Premier Tech       | 10 pts                    |
| 8e                        | Unai Iribar               | Espagne                   | Euskaltel-Euskadi         | 9 pts                     |
| 9e                        | Miguel Ángel López        | Colombie                  | Astana Qazaqstan Team     | 8 pts                     |
| 10e                       | Thymen Arensman           | Pays-Bas                  | Team DSM                  | 8 pts                     |

| Classement de la montagne | Classement de la montagne | Classement de la montagne | Classement de la montagne | Classement de la montagne |
| Coureur                   | Coureur                   | Pays                      | Équipe                    | Points                    |
| ------------------------- | ------------------------- | ------------------------- | ------------------------- | ------------------------- |
| 1er                       | Torstein Træen            | Norvège                   | Uno-X Pro Cycling Team    | 20 pts                    |
| 2e                        | David de la Cruz          | Espagne                   | Astana Qazaqstan Team     | 16 pts                    |
| 3e                        | Geoffrey Bouchard         | France                    | AG2R Citroën Team         | 15 pts                    |
| 4e                        | Pavel Sivakov             | France                    | Ineos Grenadiers          | 12 pts                    |
| 5e                        | Thibaut Pinot             | France                    | Groupama-FDJ              | 10 pts                    |
| 6e                        | Lennard Kämna             | Allemagne                 | Bora-Hansgrohe            | 10 pts                    |
| 7e                        | James Piccoli             | Canada                    | Israel-Premier Tech       | 10 pts                    |
| 8e                        | Unai Iribar               | Espagne                   | Euskaltel-Euskadi         | 9 pts                     |
| 9e                        | Miguel Ángel López        | Colombie                  | Astana Qazaqstan Team     | 8 pts                     |
| 10e                       | Thymen Arensman           | Pays-Bas                  | Team DSM                  | 8 pts                     |

| Classement des sprints | Classement des sprints | Classement des sprints | Classement des sprints          | Classement des sprints |
| Coureur                | Coureur                | Pays                   | Équipe                          | Points                 |
| ---------------------- | ---------------------- | ---------------------- | ------------------------------- | ---------------------- |
| 1er                    | Thibaut Pinot          | France                 | Groupama-FDJ                    | 10 pts                 |
| 2e                     | Miguel Ángel López     | Colombie               | Astana Qazaqstan Team           | 6 pts                  |
| 3e                     | David de la Cruz       | Espagne                | Astana Qazaqstan Team           | 6 pts                  |
| 4e                     | Anton Palzer           | Allemagne              | Bora-Hansgrohe                  | 6 pts                  |
| 5e                     | Chris Hamilton         | Australie              | Team DSM                        | 4 pts                  |
| 6e                     | Nicolas Prodhomme      | France                 | AG2R Citroën Team               | 4 pts                  |
| 7e                     | Vadim Pronskiy         | Kazakhstan             | Astana Qazaqstan Team           | 4 pts                  |
| 8e                     | Cian Uijtdebroeks      | Belgique               | Bora-Hansgrohe                  | 2 pts                  |
| 9e                     | Natnael Tesfatsion     | Érythrée               | Drone Hopper-Androni Giocattoli | 2 pts                  |
| 10e                    | Andrey Amador          | Costa Rica             | Ineos Grenadiers                | 2 pts                  |

| Classement des sprints | Classement des sprints | Classement des sprints | Classement des sprints          | Classement des sprints |
| Coureur                | Coureur                | Pays                   | Équipe                          | Points                 |
| ---------------------- | ---------------------- | ---------------------- | ------------------------------- | ---------------------- |
| 1er                    | Thibaut Pinot          | France                 | Groupama-FDJ                    | 10 pts                 |
| 2e                     | Miguel Ángel López     | Colombie               | Astana Qazaqstan Team           | 6 pts                  |
| 3e                     | David de la Cruz       | Espagne                | Astana Qazaqstan Team           | 6 pts                  |
| 4e                     | Anton Palzer           | Allemagne              | Bora-Hansgrohe                  | 6 pts                  |
| 5e                     | Chris Hamilton         | Australie              | Team DSM                        | 4 pts                  |
| 6e                     | Nicolas Prodhomme      | France                 | AG2R Citroën Team               | 4 pts                  |
| 7e                     | Vadim Pronskiy         | Kazakhstan             | Astana Qazaqstan Team           | 4 pts                  |
| 8e                     | Cian Uijtdebroeks      | Belgique               | Bora-Hansgrohe                  | 2 pts                  |
| 9e                     | Natnael Tesfatsion     | Érythrée               | Drone Hopper-Androni Giocattoli | 2 pts                  |
| 10e                    | Andrey Amador          | Costa Rica             | Ineos Grenadiers                | 2 pts                  |

| Classement par équipes | Classement par équipes | Classement par équipes | Classement par équipes |
| Équipe                 | Équipe                 | Pays                   | Temps                  |
| ---------------------- | ---------------------- | ---------------------- | ---------------------- |
| 1re                    | Groupama-FDJ           | France                 | 56 h 51 min 08 s       |
| 2e                     | Ineos Grenadiers       | Royaume-Uni            | + 10 min 04 s          |
| 3e                     | Bahrain Victorious     | Bahreïn                | + 12 min 05 s          |
| 4e                     | EF Education-EasyPost  | États-Unis             | + 17 min 50 s          |
| 5e                     | Team DSM               | Pays-Bas               | + 19 min 04 s          |
| 6e                     | Astana Qazaqstan Team  | Kazakhstan             | + 24 min 30 s          |
| 7e                     | Movistar Team          | Espagne                | + 32 min 24 s          |
| 8e                     | AG2R Citroën Team      | France                 | + 38 min 25 s          |
| 9e                     | Bora-Hansgrohe         | Allemagne              | + 45 min 10 s          |
| 10e                    | Euskaltel-Euskadi      | Espagne                | + 1 h 00 min 19 s      |

| Classement par équipes | Classement par équipes | Classement par équipes | Classement par équipes |
| Équipe                 | Équipe                 | Pays                   | Temps                  |
| ---------------------- | ---------------------- | ---------------------- | ---------------------- |
| 1re                    | Groupama-FDJ           | France                 | 56 h 51 min 08 s       |
| 2e                     | Ineos Grenadiers       | Royaume-Uni            | + 10 min 04 s          |
| 3e                     | Bahrain Victorious     | Bahreïn                | + 12 min 05 s          |
| 4e                     | EF Education-EasyPost  | États-Unis             | + 17 min 50 s          |
| 5e                     | Team DSM               | Pays-Bas               | + 19 min 04 s          |
| 6e                     | Astana Qazaqstan Team  | Kazakhstan             | + 24 min 30 s          |
| 7e                     | Movistar Team          | Espagne                | + 32 min 24 s          |
| 8e                     | AG2R Citroën Team      | France                 | + 38 min 25 s          |
| 9e                     | Bora-Hansgrohe         | Allemagne              | + 45 min 10 s          |
| 10e                    | Euskaltel-Euskadi      | Espagne                | + 1 h 00 min 19 s      |

### Classement UCI
La course attribue des points aux coureurs pour le Classement mondial UCI 2022 selon le barème suivant :
| Position           | 1er | 2e  | 3e  | 4e  | 5e | 6e | 7e | 8e | 9e | 10e | 11e | 12e | 13e | 14e | 15e | 16e à 30e | 31e à 40e |
| Classement général | 200 | 150 | 125 | 100 | 85 | 70 | 60 | 50 | 40 | 35  | 30  | 25  | 20  | 15  | 10  | 5         | 3         |
| Par étape          | 20  | 10  | 5   |     |    |    |    |    |    |     |     |     |     |     |     |           |           |
| Leader, par étape  | 5   |     |     |     |    |    |    |    |    |     |     |     |     |     |     |           |           |

## Évolution des classements
| Étape              | Vainqueur          | Classement général | Classement de la montagne | Classement des sprints | Classement du meilleur jeune | Classement par équipes |
| ------------------ | ------------------ | ------------------ | ------------------------- | ---------------------- | ---------------------------- | ---------------------- |
| 1                  | Geoffrey Bouchard  | Geoffrey Bouchard  | Geoffrey Bouchard         | Emanuel Zangerle       | Natnael Tesfatsion           | AG2R Citroën           |
| 2                  | Pello Bilbao       | Pello Bilbao       | Pavel Sivakov             | Miguel Ángel López     | Santiago Buitrago            | Ineos Grenadiers       |
| 3                  | Lennard Kämna      | Pello Bilbao       | Pavel Sivakov             | Miguel Ángel López     | Thymen Arensman              | Ineos Grenadiers       |
| 4                  | Miguel Ángel López | Pello Bilbao       | Geoffrey Bouchard         | Miguel Ángel López     | Thymen Arensman              | Ineos Grenadiers       |
| 5                  | Thibaut Pinot      | Romain Bardet      | Torstein Træen            | Thibaut Pinot          | Thymen Arensman              | Groupama-FDJ           |
| Classements finals | Classements finals | Romain Bardet      | Torstein Træen            | Thibaut Pinot          | Thymen Arensman              | Groupama-FDJ           |